# Tarser de l'illa Peleng
El tarser de l'illa Peleng (Tarsius pelengensis) és una espècie de tarser que viu a l'illa de Peleng, a prop de Sulawesi (Indonèsia). Apareix a la Llista Vermella de la UICN com a espècie en perill. És un primat de mida petita. S'assembla al seu parent proper Tarsius dentatus.